# Rothschildia olivenca
Rothschildia olivenca är en fjärilsart som beskrevs av Vogeler. 1933. Rothschildia olivenca ingår i släktet Rothschildia och familjen påfågelsspinnare. Inga underarter finns listade.